# Krzysztof Bonadura starszy
Krzysztof Bonadura starszy (ur. ok. 1582 w północnych Włoszech, zm. 1670 w Poznaniu) – architekt i budowniczy  pracujący w Wielkopolsce. Źrodłowo potwierdzono jego działalność budowlaną w latach 1621–1670. W 1667 roku wybrany starszym cechu murarzy w Poznaniu. Wprowadził do architektury regionu rozwiązania manierystyczne i wczesnobarokowe. Do elementów charakterystycznych jego dzieł należą: artykulacja w postaci pilastrów hermowych i kolumn oraz kolumn kandelabrowych.

## Życiorys i działalność artystyczna
Pochodził przypuszczalnie z Wenecji Euganejskiej lub Lombardii. Pierwszym przypisanym Bonadurze dziełem była modernizacja klasztoru dominikanów w Poznaniu przy kościele przed rokiem 1622. Prace polegały na budowie biblioteki oraz kaplicy św. Jacka i wiodącej do niej sieni. Kaplica pierwotnie nakryta była trzema kopułami, a artykulację jej ścian tworzyły kolumny. Wiodła do niej zachowana do dzisiaj sień, której ściany pokrył naprzemienny układ kolumn kandelabrowych i herm.
Kolejne zlecenia realizowane były przez architekta równolegle dzięki pracownikom jego warsztatu. Jednym z nich była budowa kościoła bernardynów w Sierakowie w latach 1626–1639, ufundowana przez Piotra Opalińskiego. Budowla ta została wzniesiona na planie krzyża ze sklepieniem wielopołaciowym, naśladującym konstrukcją tromp konstrukcję z kościoła San Lorenzo Maggiore w Mediolanie. Od 1626 do ok. 1641 roku odpowiadał za projekt i budowę kościoła parafialnego w Grodzisku Wielkopolskim. Zlecenie dla wojewody poznańskiego Jana Opalińskiego polegało na modernizacji średniowiecznej świątyni. Architekt dobudował dwie nawy boczne nakryte dwoma parami kopuł, wzniósł też dodatkową kopułę nad prezbiterium, a do wnętrza budowli wprowadził artykulację w postaci pilastrów hermowych i kolumn. W Grodzisku Wielkopolskim Krzysztof Bonadura ożenił się z jedną z mieszczek. Tu też urodził mu się syn Krzysztof.
W latach 1638–1644 z fundacji Mikołaja Tarnowieckiego, jednego z dworzan Opalińskich, wznosił we Wschowie kościół bernardynów. Niedługo potem zrealizował na cmentarzu luterańskim we Wschowie grobowiec rodziny Lamprechtów. W roku 1635 rozpoczął budowę kościoła karmelitów bosych w Poznaniu, ukończoną już przez jego syna. W przypadku karmelickiej świątyni odpowiadał za zrealizowanie planu dostarczonego przez zakonników, ale projekt najwyższej XVII-wiecznej fasady w ówczesnej Rzeczypospolitej był jego dziełem. Około 1650 na zlecenie karmelitów trzewiczkowych wybudował wieżę przy poznańskim kościele Bożego Ciała. W 1653 pracował natomiast dla Wojciecha Gajewskiego i jego żony Apolinary z Opalińskich nad kościołem w Czaczu. W 1658 na stałe przeniósł się do Poznania, którego obywatelstwo wówczas przyjął. W tym okresie rozpoczął prace nad prezbiterium poznańskiego kościoła bernardynów, które zdążył zrealizować przed  swoją śmiercią. W 1659 rozpoczął prace nad kaplicą dla Jana Dylla w nieistniejącej już kolegiacie farnej – tego zlecenia już nie ukończył ze względu na konflikt ze zleceniodawcą. Rozpoczął też prace nad budową dawnego kościoła franciszkanów reformatów św. Kazimierza w Poznaniu (od 1663 roku). Przypuszczalnie jego warsztat realizował budowę kościoła jezuitów w Bydgoszczy w latach 1637–1648, ale według cudzego projektu.
Architekt w swoich realizacjach wprowadzał śmiałe rozwiązania przestrzenne, nawiązujące do architektury sakralnej Padwy, Mediolanu, pośrednio także Rzymu. W swoich projektach, zwłaszcza przy artykulacji, stosował pilastry hermowe, zależne od wzorów graficznych autorstwa Gabriela Krammera czy Wendela Dietterlina, a także takich  architektów, jak Donato Bramante, Andrea Palladio, Pellegrino Tibaldi czy Paul Francke. W układach przestrzennych świątyń preferował w przypadku niewielkich świątyń parafialnych lub zakonnych klasyczne rozplanowania (nawa i prezbiterium), natomiast w ambitniejszych realizacjach z powodzeniem stosował układy bazylikowe lub nawowe z rzędami kaplic bocznych. Jako sprawny projektant i budowniczy był w stanie wznosić kopuły, co w konserwatywnym środowisku muratorów wielkopolskich jego czasu nie było zbyt powszechne.